# Aphelocoma californica
Aphelocoma californica (лат.) — вид птиц из семейства врановых. Выделяют 7 подвидов.

## Описание
Достигает длины 28—30 см и массы от 70 до 100 г. Размах крыльев — около 39 см. Окраска сине-серо-бело-коричневая. Самки, как правило, мельче самцов. Представители вида Aphelocoma californica имеют длинный хвост, а также относительно большой клюв. Лоб синего цвета. Имеются прожилки белого цвета на бровях. Вокруг глаз — смесь чёрного и серого цветов. Брюхо, бока, а также грудь серого, либо белого цвета.

## Распространение
Обитают на западе США (от центральной части Техаса до западного побережья) и Мексики. Как правило, не мигрируют.

## Среда обитания
Aphelocoma californica часто встречаются в жарких, открытых и очень сухих прибрежных зонах обитания. Иногда этих птиц можно заметить в тех районах, в которых есть плотное человеческое население. Несмотря на то, что представители вида Aphelocoma californica встречаются на высоте до 3700 м, их можно чаще увидеть в районах с кустарниками, а также с густой травой, расположенных ниже. Часто Aphelocoma californica можно увидеть в тех лесных массивах, в которых есть густая растительность сосен и дубов. В основном, представители этого вида обитают на высоте 2000 м.

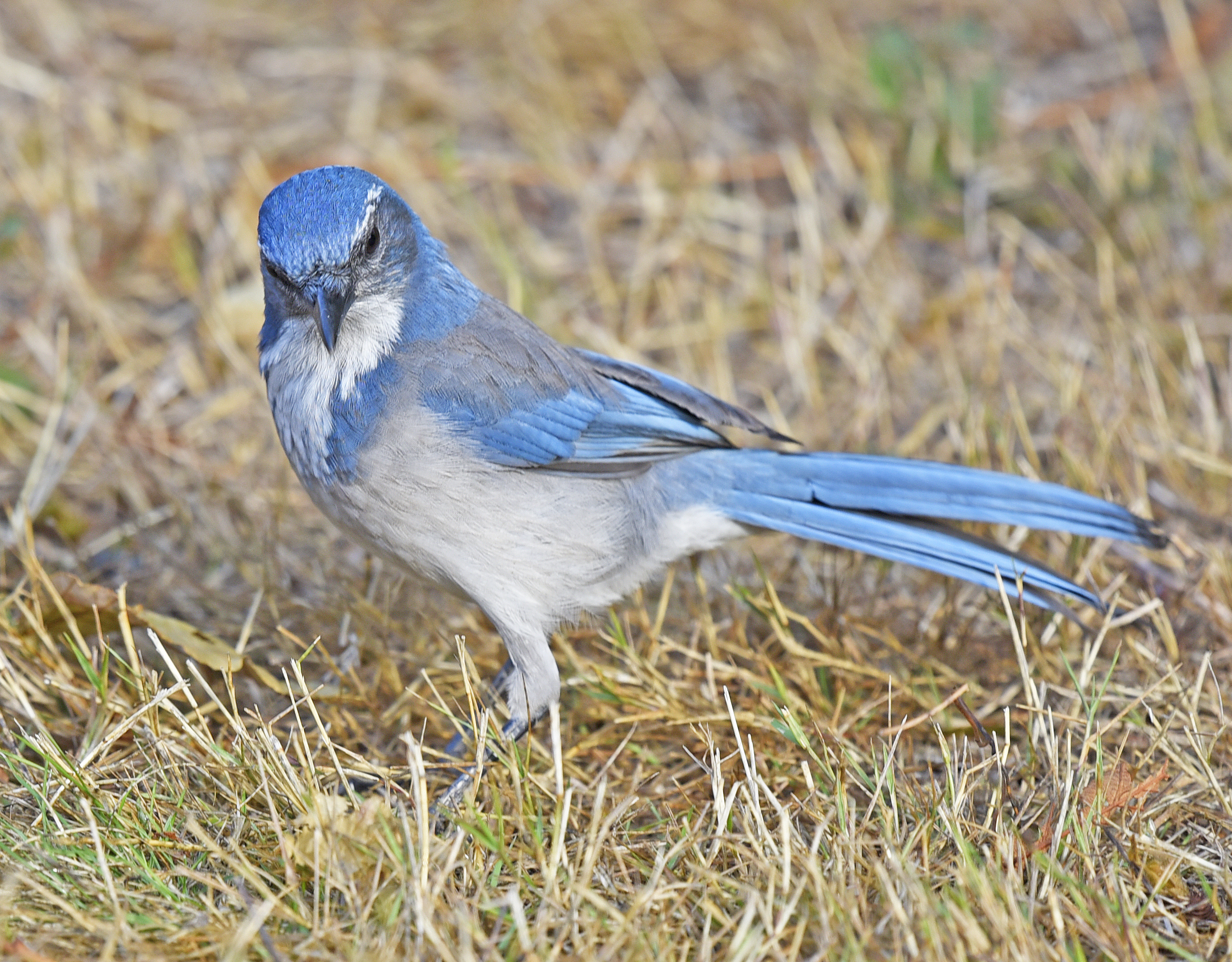

## Размножение
Представители данного вида формируют моногамные пары. Сезон размножения приходится на период с марта по апрель. Количество выводков в сезоне зависит от успеха каждого выводка. Как правило, делается только один выводок до того момента, пока он не начинает летать. В случае, если выводок утрачивается, представители вида Aphelocoma californica снова делают выводок. В среднем выращивается только один выводок за год. Как правило, откладывается от 3 до 6 яиц. Птенцы вылупляются где-то через 18 дней. Масса птенцов при рождении — 5,6—7,5 г. Спустя 16—26 дней птенцы оперяются. Гнездо может быть построено из веток, растительных материалов, шерсти домашних коров и лошадей, а также других материалов. Самец следит за общей чистотой гнезда и чистит его от фекалий, в то время как птенец развивается. В период размножения самцы защищают территорию.

## Продолжительность жизни
Самая большая продолжительность жизни представители вида Aphelocoma californica в неволе составила 19 лет 8 месяцев. На свободе — 15 лет 9 месяцев.

## Передвижение
Aphelocoma californica используют прыжки по земле для перемещения.

### Полёт
Повторяющиеся взмахи крыльями, которые Aphelocoma californica используют, когда летают, чередуются с планирующим полётом.

## Общение
Представители вида Aphelocoma californica имеют разные способы общения. В случае, если представитель этого вида обнаружил на земле мёртвую особь, то он издаёт громкие крики и перелетает с одного дерева на другое. Из-за этого другие представители данного вида, находящиеся поблизости, начинают издавать такие же звуки. Представители данного вида, защищая территорию от врага, используют характерный призыв.